# Kártyavár (játék)

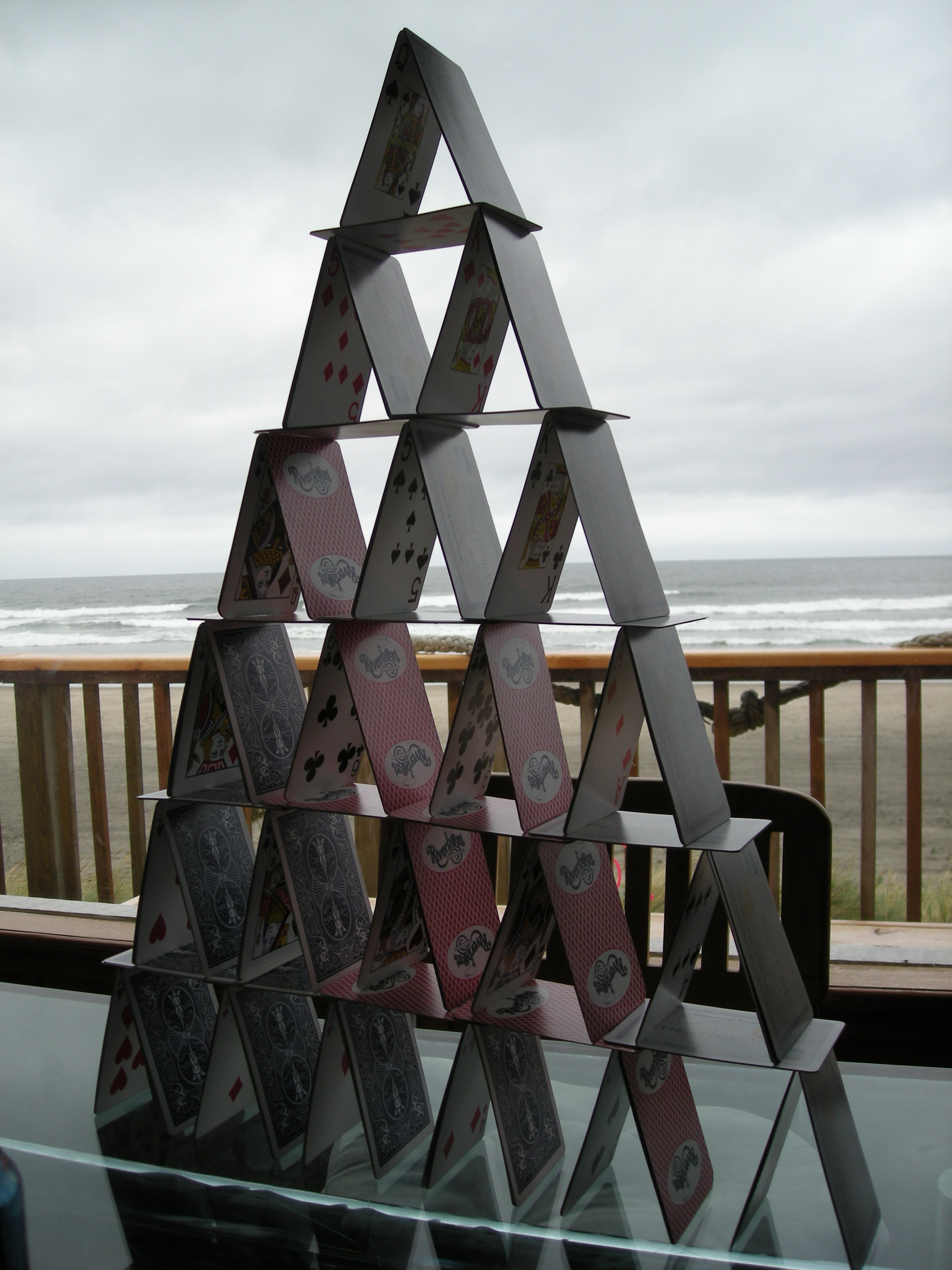
Hatemeletes kártyavár

A kártyavár (angolul house of cards) több, egymás fölé helyezett játékkártyából álló kiegyensúlyozott struktúra, amelyet csak a kártyalapok súrlódása tart össze. Bármelyik elemének a meglökése vagy eltávolítása az egész struktúra összeomlásához vezet. A kártyavár építése szórakozás, hobbi. A 20. század elejétől szokásossá váltak a rekordkísérletek illetve a világrekordokat azóta jegyzik. (A Guinness-ben is).
Átvitt értelemben a kártyavár egy épület vagy egy érvelés, amely struktúrájának megváltozása után összeomlik. A kifejezést  Angliában már 1645 óta használják átvitt értelemben. Egyesek a  Stonehenge-t is kártyavár jellegű struktúraként írják le.